# COVID-19 в Норвегии
Пандемия COVID-19 в Норвегии является частью всемирной пандемии коронавирусной болезни 2019 (COVID-19), вызванной тяжелым острым респираторным синдромом SARS-CoV-2. 26 февраля 2020 года было подтверждён первый случай заражения. Количество случаев заболевания в течение марта быстро увеличилось, что обусловило необходимость принятия ряда мер безопасности, направленных на достижение физического дистанцирования, которое должно быть введено 12 марта. Первая смерть, приписанная COVID-19, была зарегистрирована в тот же день. Большинство подтвержденных случаев, которые были прослежены за пределами Норвегии, были норвежские туристы, возвращающиеся из Австрии и Италии.
По состоянию на 13 мая 2020 года Норвегия провела 208 874 теста на коронавирус и сообщила о 8168 подтвержденных случаях и 229 смертельных исходах. Старший консультант Норвежского института общественного здравоохранения сказал, что одной из основных причин, почему уровень смертности был значительно ниже, чем в других европейских странах (таких как Италия, Испания, Великобритания), было большое количество тестов, выполненных в Норвегии.

## Предыстория
12 января 2020 года Всемирная организация здравоохранения (ВОЗ) подтвердила, что новый коронавирус стал причиной респираторного заболевания в группе людей в городе Ухань (провинция Хубэй, Китай), о котором ВОЗ узнала 31 декабря 2019 года
Летальность от COVID-19 намного ниже, чем у SARS, пандемия которого произошла в 2003 году, однако заразность нового заболевания намного выше, что приводит к повышенной смертности.

## Хронология

### Февраль 2020
26 февраля Норвегия подтвердила первый случай COVID-19. Норвежский институт общественного здравоохранения объявил, что кто-то дал положительный результат на SARS-CoV-2 после возвращения из Китая на прошлой неделе. Пациентка была бессимптомной и здоровой. Она прошла добровольную изоляцию в своем доме в Тромсё.
27 февраля Норвежский институт общественного здравоохранения объявил, что положительный результат на SARS-CoV-2 подтвердился ещё у троих человек. Двое из них жили в Осло и были связаны со вспышкой в Италии. Другой жил в Беруме и был связан со вспышкой в Иране. Все они прошли добровольную изоляцию дома.
28 февраля коронавирус подтвердился у двух человек и были помещены в домашнюю изоляцию. Оба посетили Северную Италию. 6 случаев были подтверждены в стране в день. 29 февраля в Норвегии было подтверждено 15 случаев.

### Март 2020
К 1 марта было подтверждено 19 случаев. Бьёрн Атле Бьёрнбет, начальник больницы Уллевол в Осло, сообщил, что потенциально есть более 100 человек, которые контактировали с зараженным сотрудником.
3 марта в Норвегии было подтверждено 25 случаев заболевания, 5 из которых были в Вестланде. Сотрудник kjøpesenteret Horisont в Осане подтвердил, что он инфицирован этим вирусом, говорит руководитель центра Лиз Фёрёвик. До этого времени большинство случаев были импортированы из Италии, и ни один из случаев не был серьезно болен, поэтому все они самостоятельно изолированы дома. Наихудший случай оценивается при заражении четверти норвежского населения, и правительства принимают меры для лечения 1 миллиона человек.
4 марта в Норвегии было подтверждено 56 случаев заболевания, все из которых связаны с известными вспышками за границей. До настоящего времени лишь немногие из них были инфицированы в Норвегии (особенно 5 случаев в одном отделении больницы Уллевол, зараженных коллегой, который был в Италии).
К 10 марта число подтвержденных случаев в Норвегии возросло до 400, и все большее число таких случаев не может быть отслежено за границей или каким-либо известным человеком, зараженным, что указывает на то, что в Норвегии началась передача сообщества.
12 марта была объявлена национальная блокировка с 18:00 того же дня. В течение двух недель были закрыты школы, детские сады, фитнес-центры, парикмахерские и т. д. Спортивные и культурные мероприятия и собрания запрещены, и к ресторанам применяются ограничения. Эти меры соответствуют мерам, введенным в других европейских странах, таких как Дания и Италия. В тот же день в Норвегии произошла первая смерть от вируса COVID-19. Жертва была пожилым человеком, который умер в университетской больнице Осло.
С 13 марта Норвегия ввела запрет на посещение Норвегии через аэропорт Осло. Норвежские и скандинавские граждане, иностранные жители в Норвегии и люди, продолжающие в другую страну, разрешены в любом случае. Другие люди увольняются и отправляются домой как можно скорее и до этого помещаются в карантин. 16 марта это было распространено на все границы Норвегии и скандинавских не-норвежских граждан. Внутренние путешествия продолжаются без каких-либо ограничений. 14 марта были зарегистрированы два смертельных случая, вызванные COVID-19.

### Апрель 2020
6 апреля министр здравоохранения страны объявил, что вспышка «под контролем» и что уровень воспроизводства Sars-CoV-2 в стране сократился до 0,7.

## Профилактические и ответные меры
Норвежское управление здравоохранения приняло ряд мер с четверга 12 марта 2020 года:
- Все учебные заведения были закрыты, а организованные спортивные мероприятия должны были быть прекращены.
- Ряд мероприятий и предприятий были закрыты, в том числе культурные мероприятия, спортивные мероприятия, спортивные залы и бассейны. Все заведения индустрии гостеприимства, такие как бары, пабы и клубы, кроме тех, которые подают еду, должны были быть закрыты, и любое заведение, обслуживающее еду, должно было бы обеспечить, чтобы посетители могли находиться на расстоянии не менее 1 метра друг от друга.
- Медицинским работникам, работающим с пациентами, было запрещено выезжать за границу до 20 апреля 2020 года. Запрет распространялся как на деловые поездки, так и на частные поездки.
- Каждый, кто вернулся из поездок за пределы Швеции и Финляндии с 27 февраля, должен был находиться на карантине, независимо от того, имели ли они симптомы или нет.
- Путешествие в свободное время было сильно обескуражено. Директорат не поощряет поездки на работу, за исключением случаев, когда это строго необходимо, и призывает избегать общественного транспорта, если это возможно, а также избегать людных мест.
- Людей просили не посещать других в учреждениях с уязвимыми группами (пожилые люди, психиатры, тюрьмы и т. д.) И, как правило, поощряли ограничение тесных контактов с другими.
- Расписание общественного транспорта должно было работать в обычном режиме, чтобы люди с важными социальными функциями могли добраться до работы и обратно и иметь возможность дистанцироваться друг от друга.

16 марта нерезидентам был запрещен въезд в Норвегию.
По состоянию на 19 марта жителям было запрещено находиться в домиках за пределами своих муниципалитетов, чтобы не создавать нагрузку на сельскую медицинскую инфраструктуру. Люди, подозреваемые или подтвержденные как инфицированные, должны соблюдать более строгие правила изоляции дома. Правительство установило штрафы для людей, нарушающих правила домашнего карантина и изоляции дома или организующих мероприятия.

### Экономическая политика
Многие учреждения были закрыты для борьбы со вспышкой, что привело к росту безработицы. Банк Норвегии 13 марта сначала снизил национальную основную ставку на пол-пункта до 1,0 %, а на следующей неделе снова снизил основную ставку до 0,25 %.